# Collegiata reale di Roncisvalle
La collegiata reale di Roncisvalle, anche nota come collegiata di Santa Maria di Roncisvalle, è un complesso architettonico che comprende varie strutture come chiesa, cappelle, museo, biblioteca e ostello situato a Roncisvalle nella comunità autonoma di Navarra. Posta sul Camino Navarro, uno dei rami del Cammino di Santiago di Compostela, le sue prime costruzioni risalgono al XII secolo.

## Storia

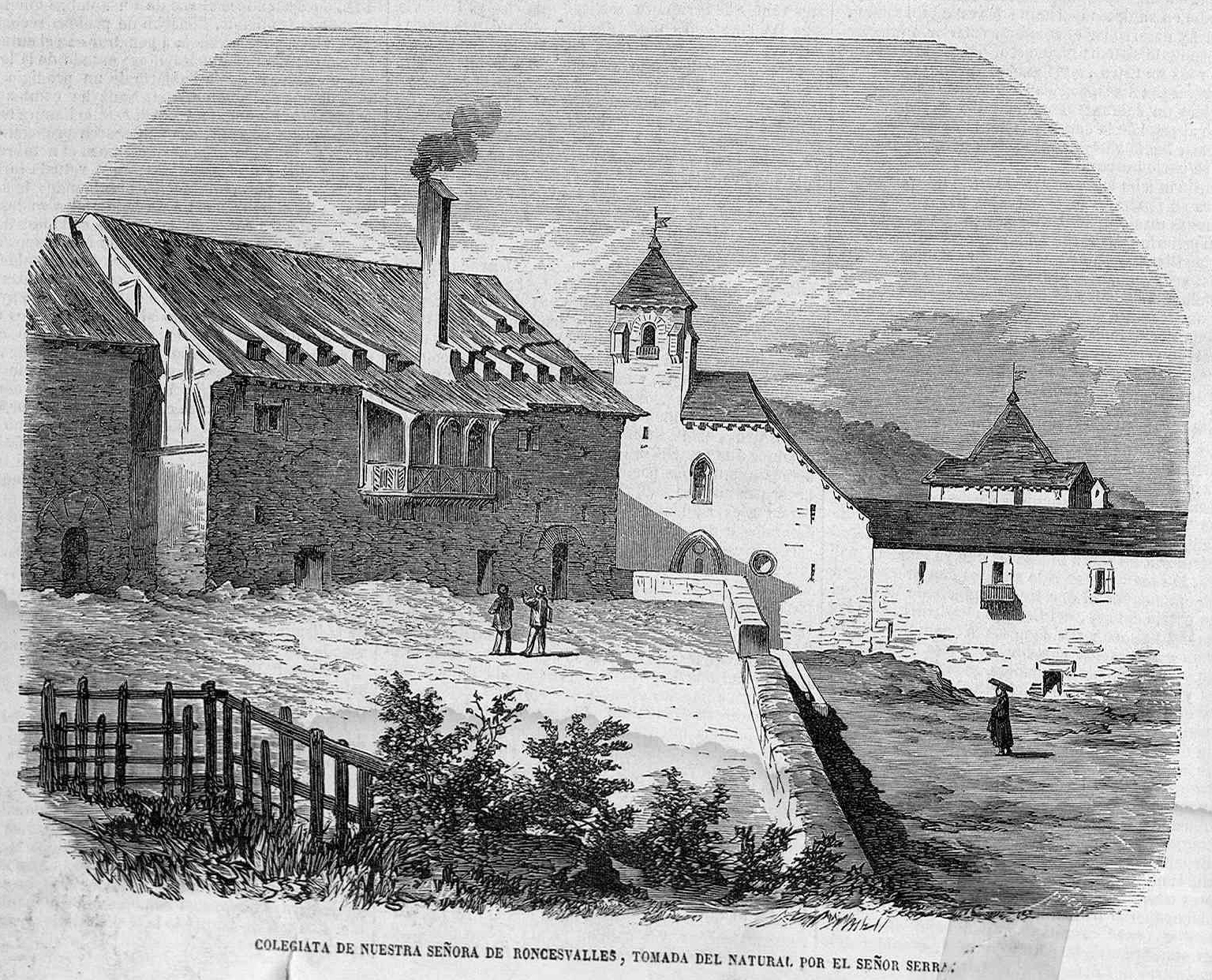
Immagine della collegiata attorno al 1866

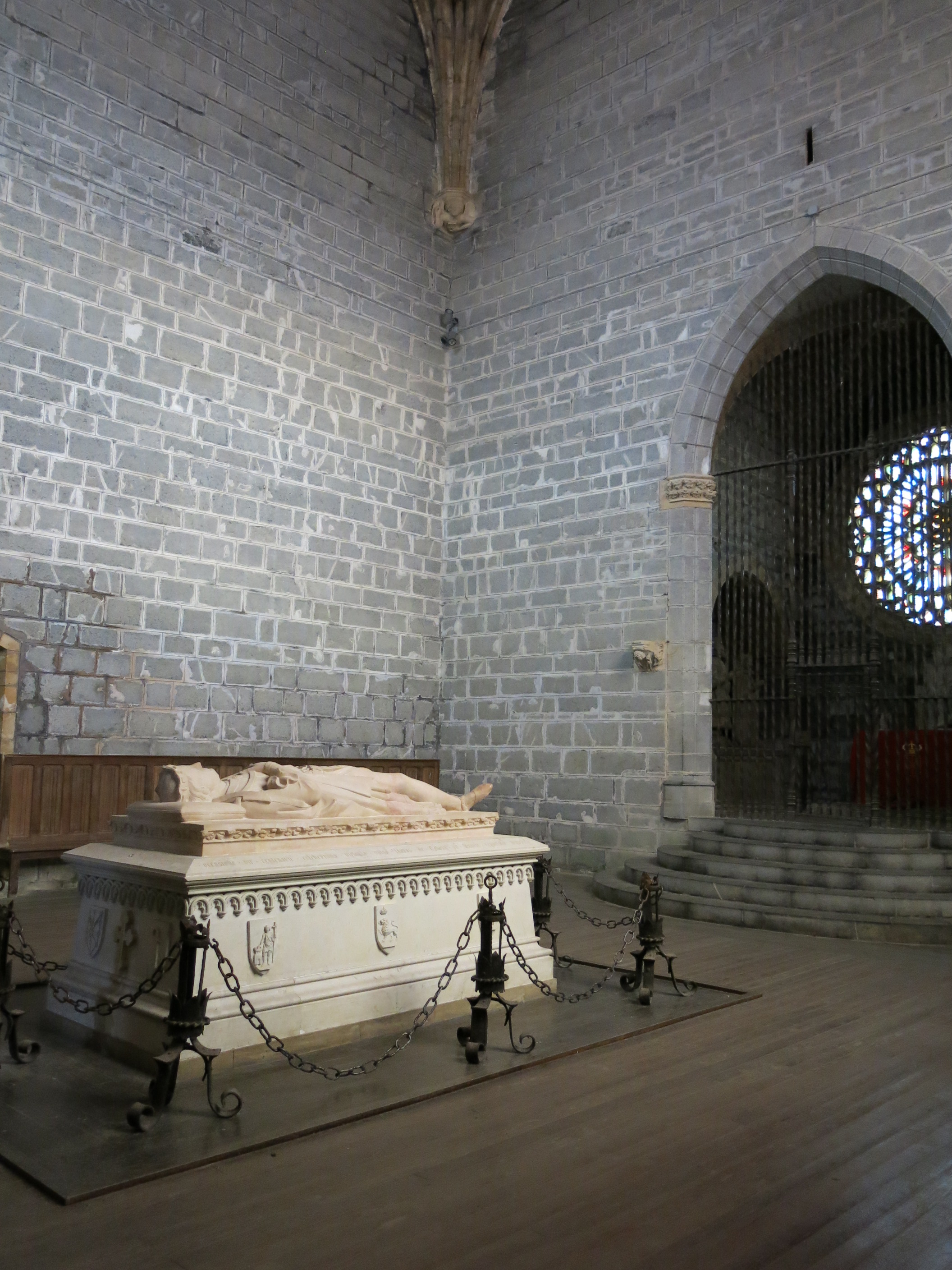
Cappella di Sant'Agostino. Monumento funebre di Sancho VII di Navarra

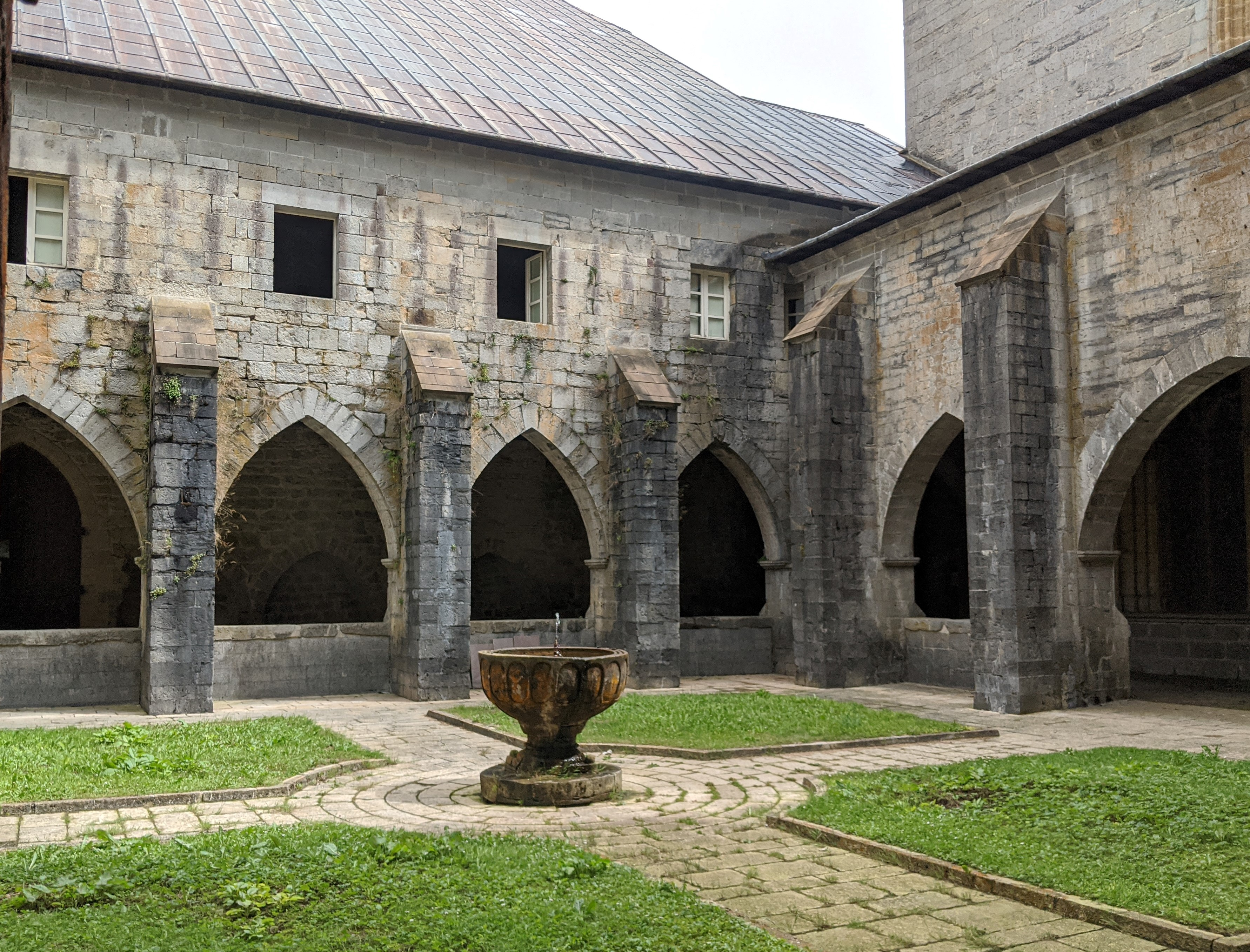
Chiostro della chiesa

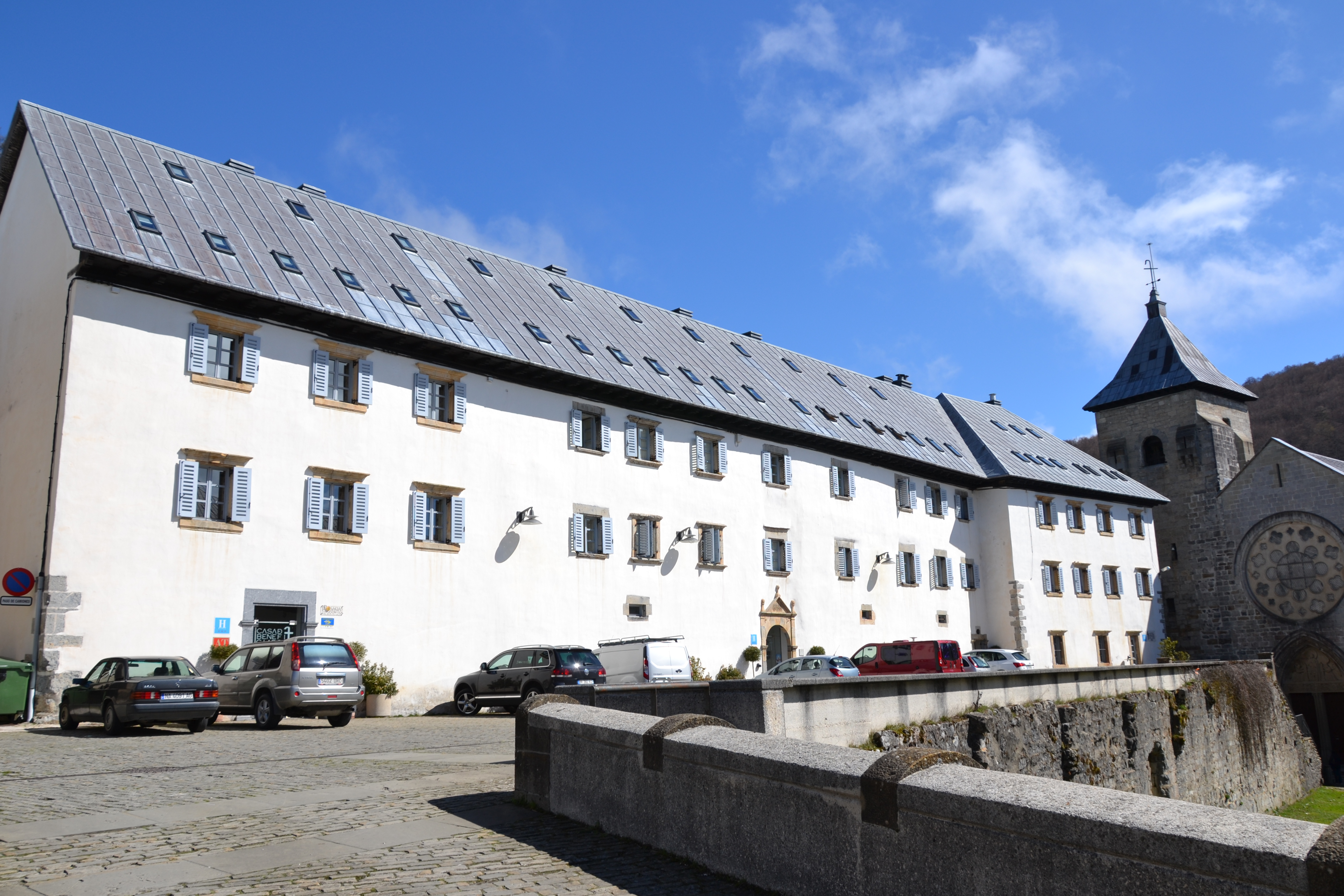
Ospedale utilizzato come ostello per i pellegrini

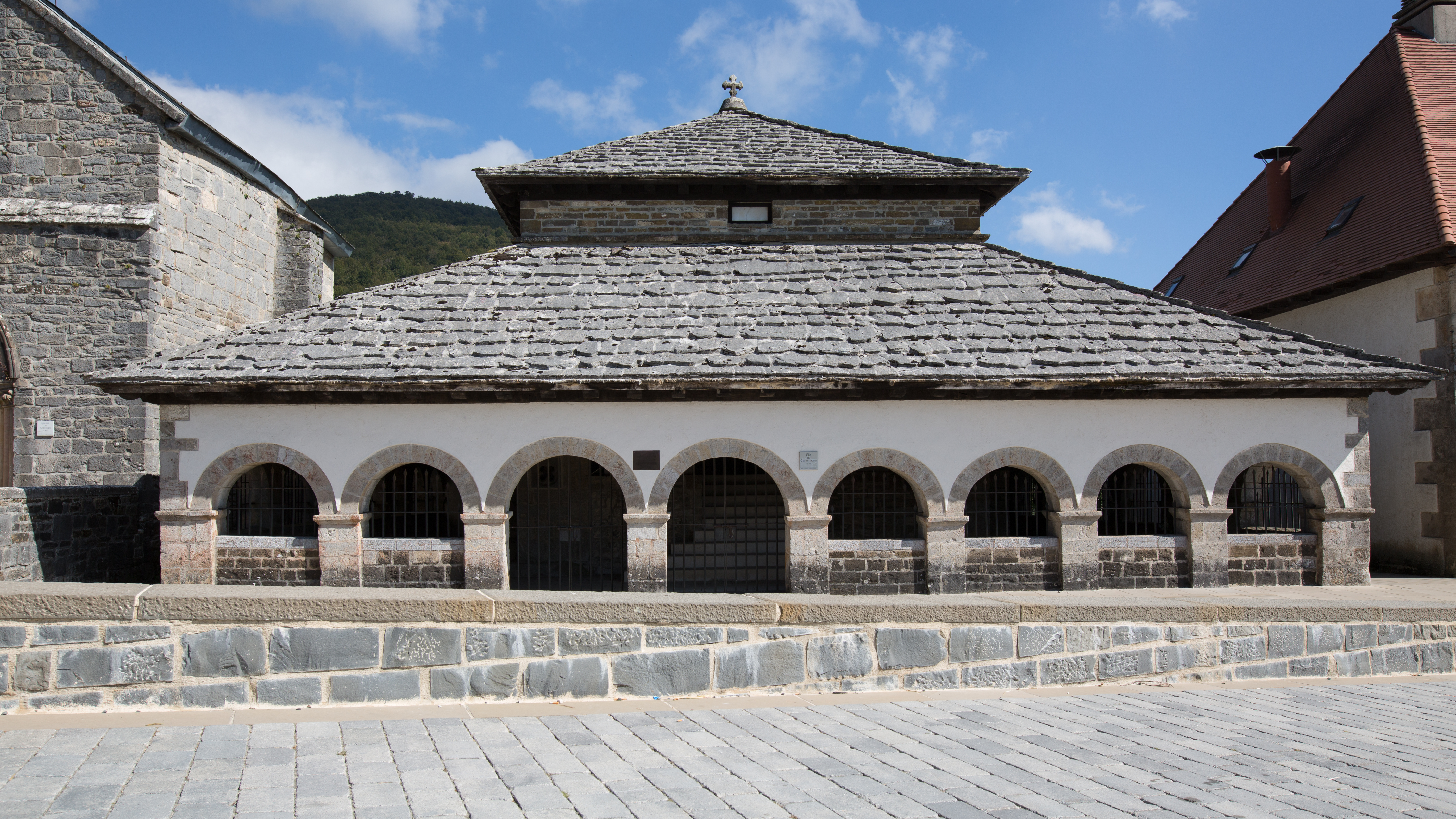
Cappella del Santo Spirito

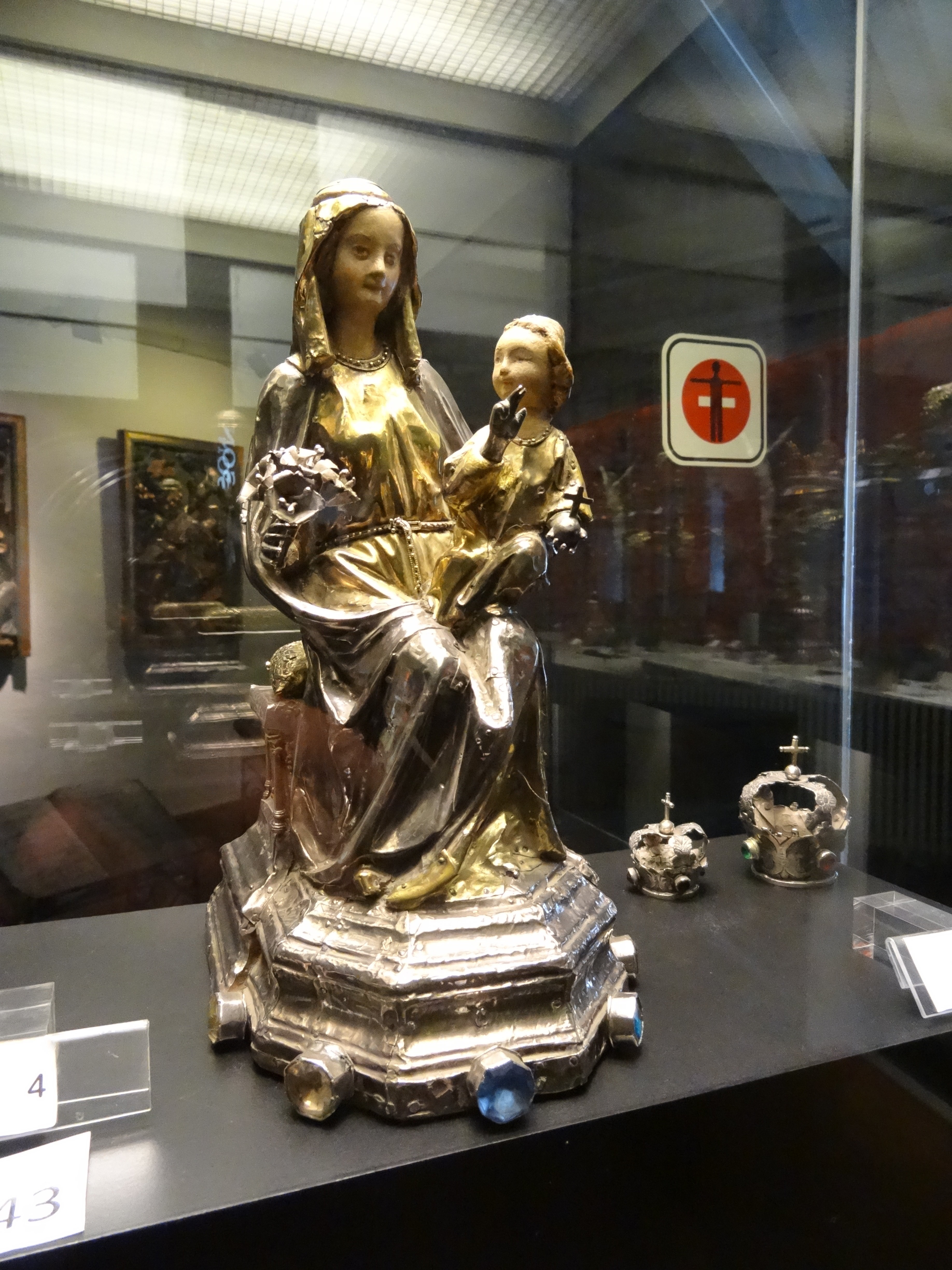
Statua raffigurante la Vergine seduta conservata nel museo

Quando iniziarono le peregrinazioni del Cammino di Santiago il percorso che attraversava i Pirenei toccando Roncisvalle divenne uno dei più importanti anche grazie al Re di Navarra Sancho VII di Navarra. Nella cittadina, attorno al XII secolo, venne costruito un ospedale e in seguito un ricovero per i pellegrini e la chiesa. Nei secoli seguenti il complesso si ampliò con nuove strutture sino a vedere, a partire dal XVII secolo un lento degrado legato al minore interesse per il Cammino. La rinascita del luogo iniziò nel XX secolo e per molti questo è divenuto l'inizio del pellegrinaggio.

## Descrizione

### Chiesa Collegiata
La chiesa è un importante esempio di gotico e conserva nella sua sala l'immagine trecentesca che raffigura la Vergine. Di particolare interesse è il chiostro della chiesa, danneggiato durante una nevicata nel 1600 poi parzialmente ricostruito.

### Cappella del Santo Spirito
La cappella è quasi certamente la parte più antica di tutta la struttura e risale al XII secolo, edificata seguendo lo stile romanico del tempo. Secondo tradizione il re carolingio Carlo Magno sul sito vi fece costruire la tomba per Orlando e per i suoi soldati caduti a Roncisvalle.

### Cappella di Sant'Agostino
La struttura neogotica a torre della cappella, nota anche col nome di Cappella Reale o di Sala del Capitolo risale nella sua parte primitiva al 1234 e vi si conserva il sepolcro del re Sancho VII di Navarra.

### Ospedale
Utilizzato in tempi recenti come ostello risale al XII secolo ma delle primitive strutture non restano che alcune mura.

### Museo e biblioteca
Nel sono conservate molte opere scultoree e altri oggetti di valore storico e artistico come la statua che raffigura la Vergine seduta, il Trittico della Crocifissione risalente al XVI, il gioco di scacchi appartenuto a Carlo Magno e il prezioso Smeraldo Miramamolin.